# Marie Anna Hesensko-Homburská
Marie Anna Hesensko-Homburská (13. října 1785 Bad Homburg vor der Höhe – 14. dubna 1846 Berlín) byla německou šlechtičnou a v letech 1810 až 1840 první dámou Pruska.

## Život
Marie Anna se narodila jako dcera Fridricha V. Hesensko-Homburského a Karolíny Hesensko-Darmstadtské, takže byla vnučkou Karolíny Falcko-Zweibrückenské, známé jako "Velká lankraběnka". Marie Anna patřila do protinapoleonské skupiny okolo královny Luisy a v roce 1806 podporovala válku proti Francii. Během francouzské okupace následovala královský dvůr v útěku. Po smrti královny Luisy v roce 1810 působila při oficiálních příležitostech jako první dáma. V březnu 1813 prohlásila slavnou "Výzvu královské princezny ženám pruského státu" a založila vlastenecké dámské sdružení "Vaterländischen Frauenverein". Dopisovala si s Heinrichem Friedrichem Karlem vom und zum Stein, Karlem Augustem von Hardenberg a bratry Humboldtovými, a byla známá básníka Friedricha de la Motte Fouqué. V roce 1822 se zamilovala do hraběte Antona Stolbersko-Wernigerodského, který se později stal pruským ministrem zahraničí. Působila ve vězeňské péči Berliner Gefängnisinsassen a založila sirotčinec v Pankow v Berlíně.

## Manželství a potomci
V roce 1804 se provdala za svého bratrance Viléma Pruského, se kterým měla několik dětí:
- 1. Amálie Frederika Luisa Karolína Vilemína Pruská (4. 7. 1805 Berlín – 23. 11. 1806 Gdaňsk)[2]
- 2. Irena Pruská (3. 11. 1806 Gdaňsk – 14. 11. 1806 tamtéž)[3]
- 3. syn (*/† 30. 8. 1809 Königsberg)[4]
- 4. Fridrich Tassilo Vilém Pruský (29. 10. 1811 Berlín – 9. 1. 1813 tamtéž)[5]
- 5. Jindřich Vilém Vojtěch Pruský (29. 10. 1811 Berlín – 6. 6. 1873 Karlovy Vary), admirál pruského námořnictva[6]
⚭ 1850 Therese Elsslerová (5. 4. 1808 Vídeň – 19. 11. 1878 Merano), baletka, sestra Fanny Elsslerové[7]
- 6. Fridrich Vilém Tassilo Pruský (15. 11. 1813 – 9. 1.1814)[8]
- 7. Marie Alžběta Karolína Viktorie Pruská (18. 6. 1815 Berlín – 21. 3. 1885 Darmstadt)[9]
⚭ 1836 Karel Hesenský (23. 4. 1809 Darmstadt – 20. 3. 1877 tamtéž)[10]
- 8. Fridrich Vilém Valdemar Pruský (2. 8. 1817 Berlín – 17. 2. 1849 Münster), generálmajor pruské armády, svobodný a bezdětný[11]
- 9. Marie Frederika Františka Hedvika Pruská (15. 10. 1825 Berlín – 17. 5. 1889 Hohenschwangau)[12]
⚭ 1842 Maxmilián II. Bavorský (28. 11. 1811 Mnichov – 10. 3. 1864 tamtéž), bavorský král od roku 1848 až do své smrti[13]